# Загорелая крыса
Загорелая крыса (лат. Rattus adustus) — вид крыс, единственный экземпляр которого был описан на острове Энгано, расположенного примерно в 100 км на юго-запад от Суматры (Индонезия). После описания в 1940 году других особей замечено не было.